# مدرسه پزشکی، دانشگاه منچستر
مدرسه پزشکی، دانشگاه منچستر با حدود ۶۰۰۰ دانشجوی کارشناسی، ۳۰۰۰ فارغ التحصیل و ۲۰۰۰ کارمند یکی از بزرگترین مدرسه‌های پزشکی انگلستان است. و سومین مدرسه پزشکی قدیمی در انگلستان‌ است. این مدرسه پزشکی یکی از اعضای مرکز علوم سلامت آکادمیک منچستر است و دارای چهار بیمارستان آموزشی وابسته در بیمارستان سلطنتی منچستر، بیمارستان ویتنشاو، بیمارستان سلطنتی سالفورد و بیمارستان رویال پرستون است.

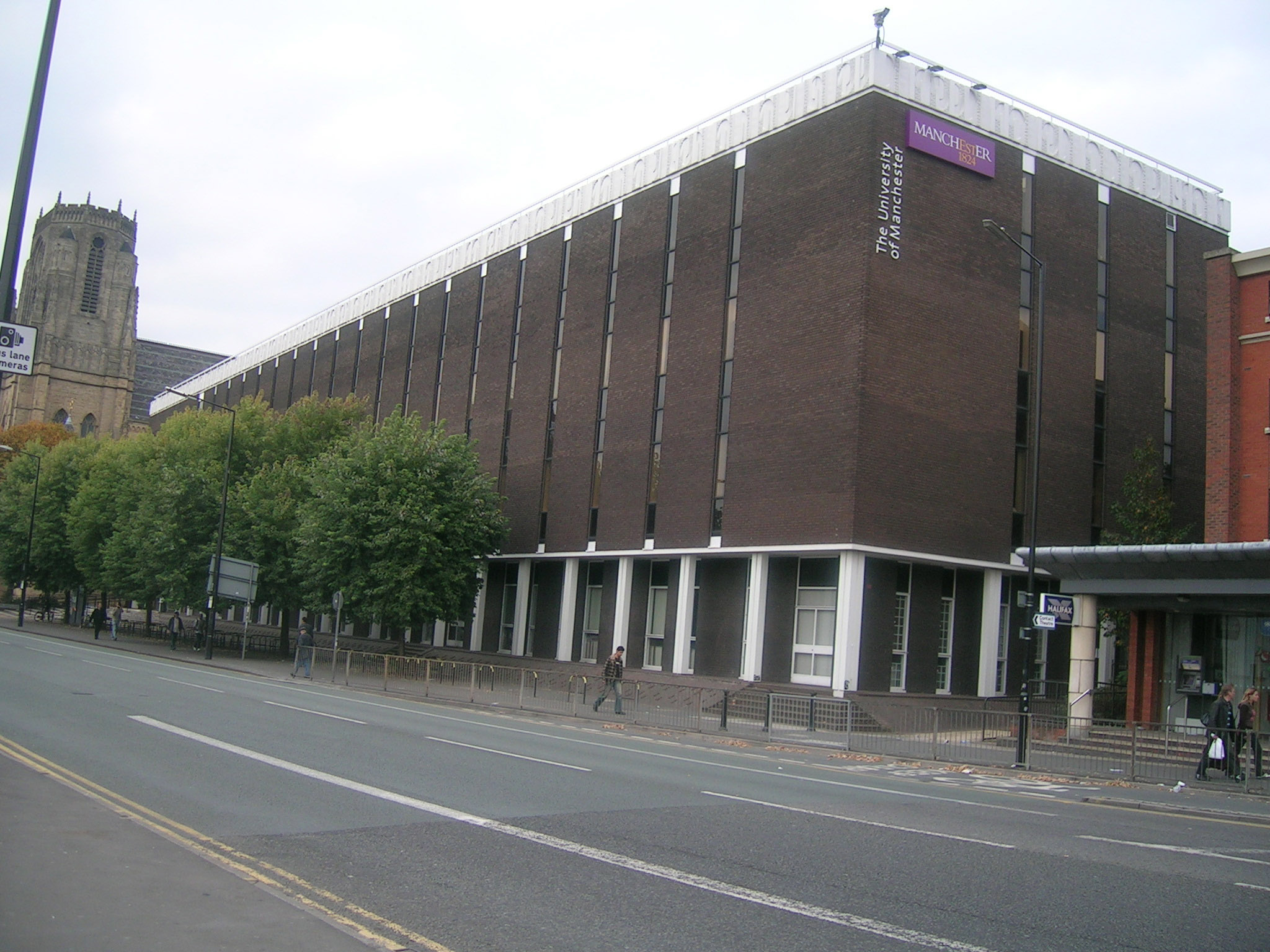
مدرسه پزشکی، دانشگاه منچستر

## تاریخچه دانشکده پزشکی
آموزش پزشکی در منچسترزمانی آغاز شد که چارلزوایت اولین بیمارستان مدرن در منطقه منچستررا تأسیس کرد، درمانگاه منچستر (بعد ازدرمانگاه سلطنتی منچستر)، در سال ۱۷۵۲ تأسیس شد.